# Kirazdere-Talsperre
Die Kirazdere-Talsperre (türkisch Kirazdere Barajı) befindet sich 11 km südlich der Stadt İzmit  in der türkischen Provinz Kocaeli.
Die Kirazdere-Talsperre wurde in den Jahren 1986–1999 am Kirazdere, einem Zufluss des Golfs von İzmit (Bucht im äußersten Osten des Marmarameers), errichtet.
Die Talsperre dient der Trinkwasserversorgung.
Das Absperrbauwerk ist ein 102,5 m (nach anderen Angaben 109 m) hoher Steinschüttdamm.
Das Dammvolumen beträgt 5,2 Mio. m³.
Der 4 km lange Stausee bedeckt bei Normalstau eine Fläche von 1,74 km².
Das Speichervolumen beträgt 60 Mio. m³.
Die Talsperre liefert 142 Mio. m³ Trinkwasser im Jahr.